# Sidra

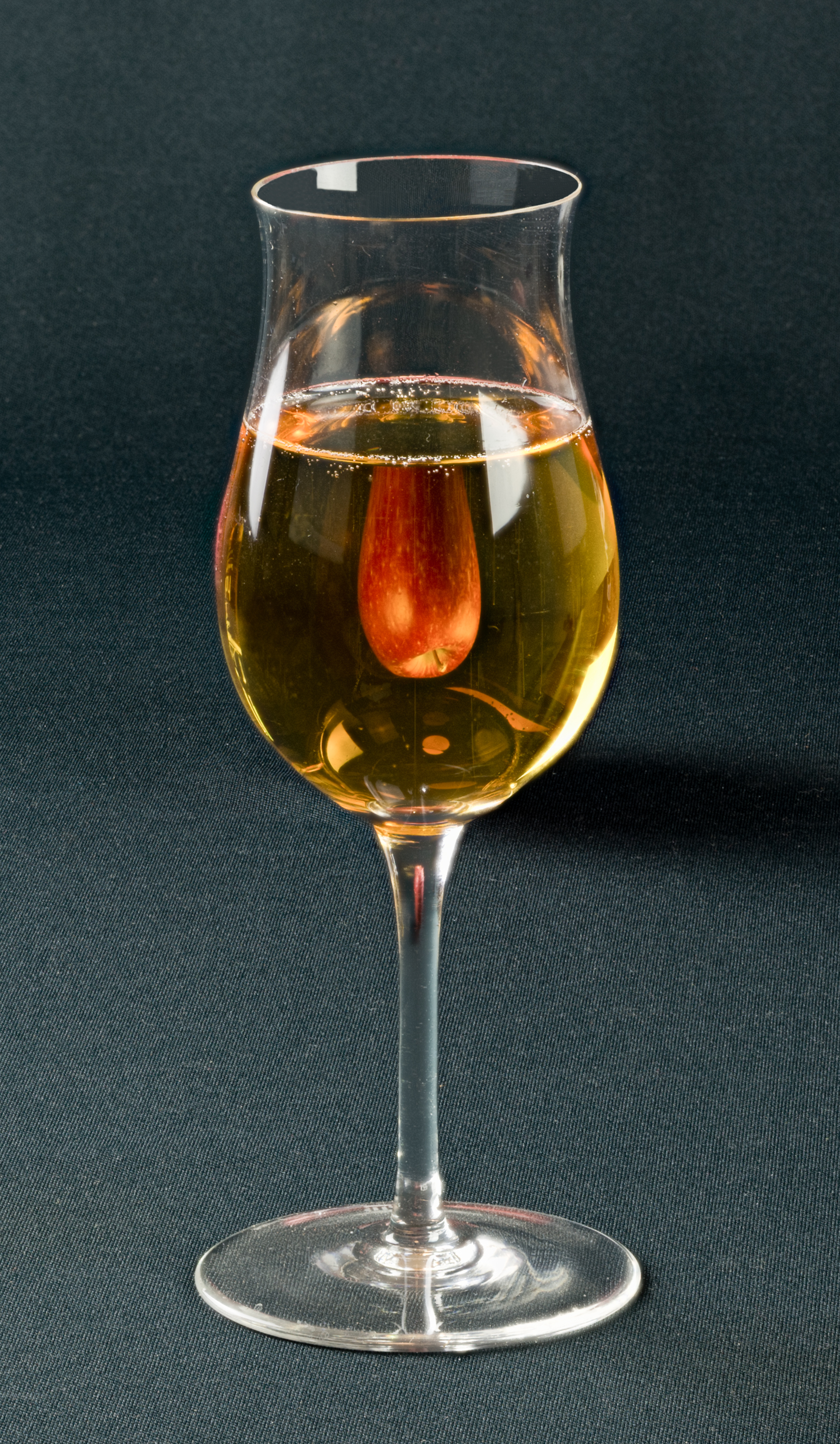

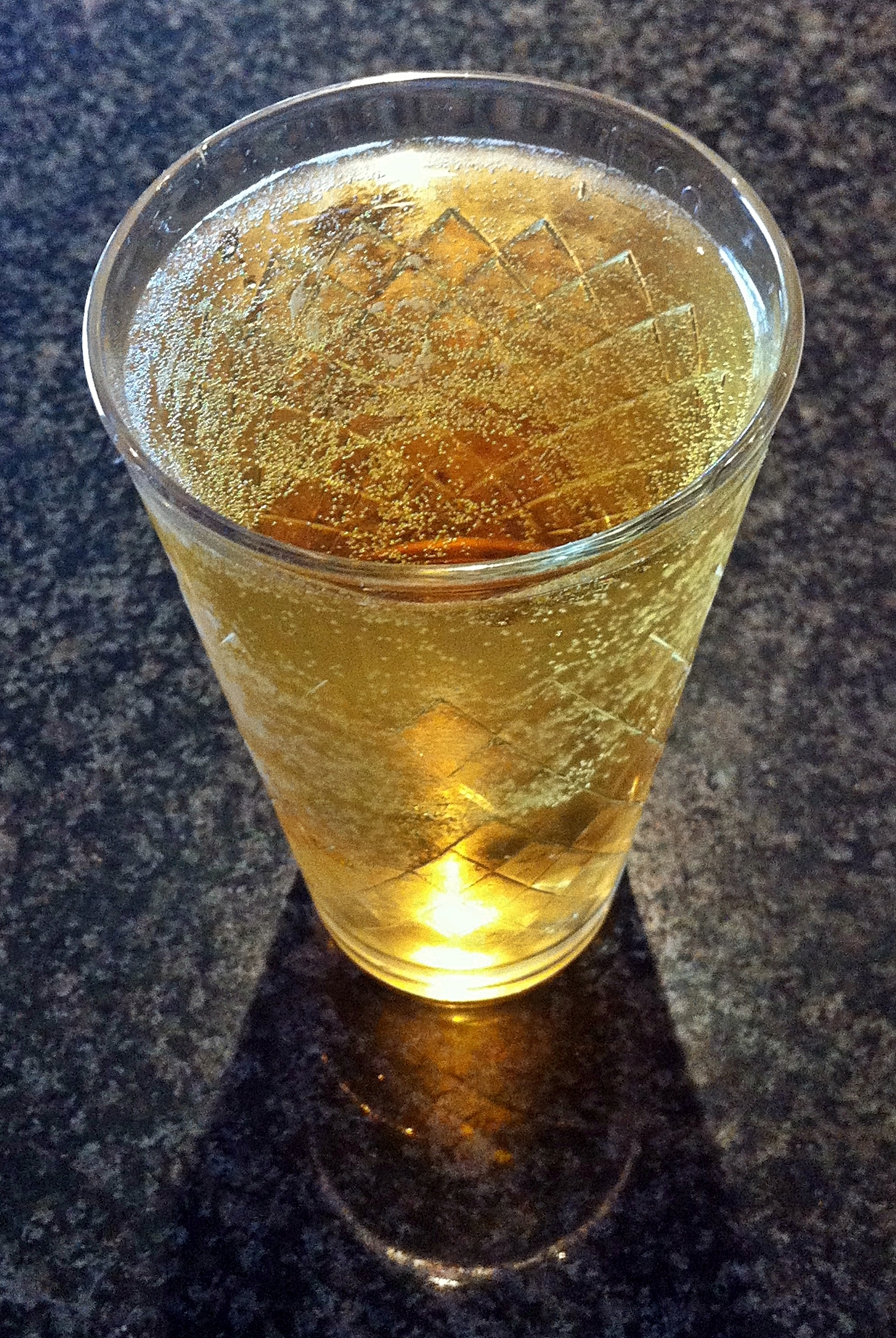
Hesse, Alemanha

A sidra é uma bebida alcoólica preparada com sumo fermentado de maçã. Os seus maiores produtores são Inglaterra (mais de metade da produção europeia, em especial nas regiões do sudoeste e Ânglia Oriental), Irlanda e França (sobretudo na Normandia e Bretanha). É também bastante popular em Espanha, Alemanha, Suíça, Brasil, Áustria, África do Sul e Austrália.
Em Portugal, para além da Região Autónoma da Madeira, onde é muito popular e tem uma larga tradição na freguesia de Santo António da Serra, era uma bebida tradicional apenas no norte do país, mas mesmo aí esse hábito tem-se vindo a perder e atualmente tem pouca expressão, limitada sobretudo à região do Minho, onde ainda é produzida numa escala caseira e de forma artesanal, sendo habitual o seu consumo em festas populares e acontecimentos locais.